# Maurice Soudan
Pour les articles homonymes, voir Soudan (homonymie).
Maurice Soudan, né à Audenarde le 24 mars 1878 et mort à Bruxelles en 1948, est un peintre, un aquarelliste et un dessinateur belge.

## Biographie

### Famille
Maurice (Maurice Daniel) Soudan, né à Audenarde le 24 mars 1878, est le fils de Camille François Soudan (1847), sellier et peintre décorateur, et de Marie Alexandrine Fonteyne (1849-1892). Maurice Soudan épouse à Trazegnies le 21 avril 1900 Aurélie Julie Delfosse (1881). Leur mariage est dissout par divorce à Charleroi le 9 juin 1941. Son frère, Octave Soudan (1872-1947), est également artiste peintre.

### Formation

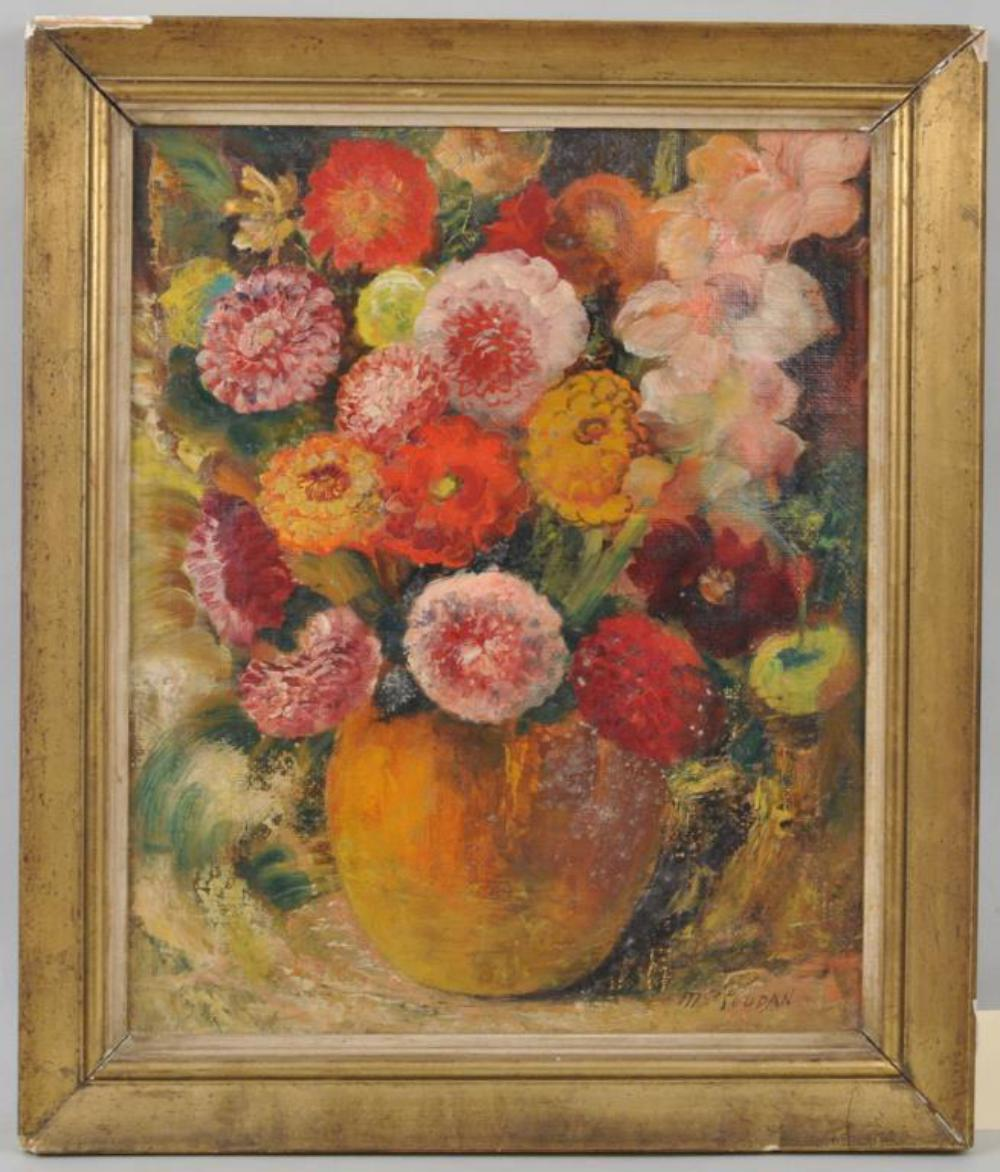
Nature morte.

Maurice Soudan quitte la province de Flandre-Orientale pour s'établir, avant 1900, dans la région de Charleroi. Peintre décorateur, il se forme de manière autodidacte.

### Carrière
Maurice Soudan s'établit successivement à Marchienne-au-Pont (avant 1900), Trazegnies (1900), Charleroi (1904) et Boitsfort (1914). Avant la Première Guerre mondiale, il expose à l'hôtel de la Poste à Jumet en mars 1904. Il participe à l'exposition des beaux-arts de Charleroi de 1911 avec sa toile Automne, qu'il envoie également à l'Exposition universelle de 1913 à Gand. Il envoie ensuite trois dessins et une toile (Impression) au Salon de Bruxelles de 1914.
En 1914, le peintre quitte la Belgique pour s'établir durablement en France : à Toulouse (1914-1918), à Collioure (1920), puis à Paris, où il demeure jusqu'au début des années 1930. Il expose fréquemment en France. Il revient d'établir à Bruxelles, où il meurt en 1948.

## Œuvre

### Caractéristiques

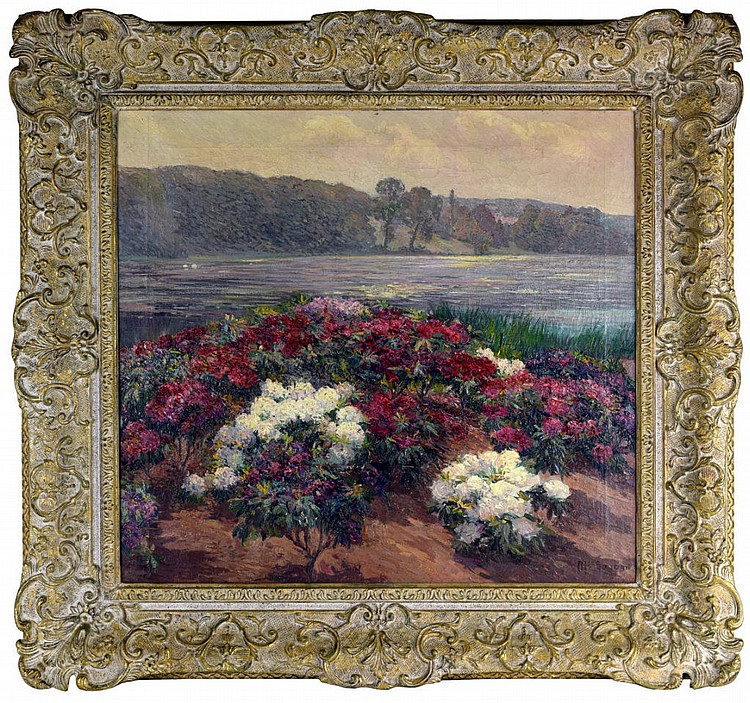
Paysage aux rhododendrons.

Sa palette, oscillant entre le fauvisme et le symbolisme, est d'un coloris vif. Son champ pictural couvre essentiellement les natures mortes, la peinture de fleurs, les paysages et les portraits. Dans les années 1920, il réalise de nombreux tableaux de paysages de la Méditerranée ou des représentations de tempêtes,.

### Réception critique
En avril 1930, lorsque Maurice Soudan bénéficie d'une exposition personnelle à la galerie Billiet à Gand, le critique du quotidien Vooruit,  écrit : « La palette de M. Soudan ne manque de rien. Elle devient plus intense, l'esprit plus vif à mesure qu'elle se rapproche des représentations florales qui, depuis longtemps déjà, étaient privilégiées par son pinceau. »